# Ojo de Agua, San Juan Bautista Tuxtepec
Ojo de Agua är en ort i Mexiko.   Den ligger i kommunen San Juan Bautista Tuxtepec och delstaten Oaxaca, i den sydöstra delen av landet, 400 km sydost om huvudstaden Mexico City. Ojo de Agua ligger 92 meter över havet och antalet invånare är 397.
Terrängen runt Ojo de Agua är platt åt nordost, men åt sydväst är den kuperad. Runt Ojo de Agua är det ganska glesbefolkat, med 24 invånare per kvadratkilometer. Närmaste större samhälle är Playa Vicente, 14,6 km öster om Ojo de Agua. Omgivningarna runt Ojo de Agua är en mosaik av jordbruksmark och naturlig växtlighet.